# Carmen Arce
Carmen Arce (Valencia, 1956), conocida como Kubalita, es una exfutbolista española. Fue la primera portera de la Selección femenina de fútbol de España.

## Contexto
El primer partido de fútbol femenino en España tuvo lugar el 9 de junio de 1914 en el campo del Real Club Deportivo Espanyol. En 1931, se jugaron partidos entre las trabajadoras del Teatro Apolo y las del Teatro Ruzafa, con 15.000 personas en el Estadio de Mestalla, en Valencia. Pero tras la guerra civil, el fútbol quedó relegado exclusivamente al ámbito masculino. A comienzos de los años 70, comenzaron a formarse los primeros equipos femeninos de fútbol.
A pesar del rechazo de la Sección Femenina y de las instituciones públicas, España fue elegida para acoger el III campeonato Mundial de Fútbol Femenino que se celebró en julio de 1972. Sin embargo, el Gobierno español, todavía franquista, no aceptó la propuesta y no se celebró. Hasta 1980, no fue reconocida la modalidad femenina por la Real Federación Española de Fútbol (RFEF).

## Trayectoria
A los catorce años, Arce se unió a un equipo de fútbol en Valencia al leer un artículo en prensa. Allí comenzó a entrenar como extremo por su parecido con el futbolista húngaro Ladislao Kubala, del que además recibió su apodo de Kubalita. Su primer partido, el 11 de enero de 1971, fue en Benidorm contra el Sizam de Madrid, en el que jugó como portera.
En ese año, se formó una selección nacional femenina de fútbol. Debutaron en el Estadio La Condomina en Murcia en febrero de 1971. Sin embargo, sus camisetas no eran oficiales ni estaban reconocidas por la federación. No se permitió que el árbitro se vistiera con el uniforme oficial ni que sonara el himno.
Todavía en 1971, intentaron ir al primer Mundial oficioso de México pero, al no obtener financiación, tuvieron que renunciar. Arce jugó con la selección hasta 1974 en que le realizaron una operación que le imposibilitó seguir jugando. En sus cuatro temporadas, disputó dos partidos con la Selección y formó parte de dos equipos, del Racing de Valencia, que pasó a denominarse Marcol, y el Hércules de Alicante, como portera.
Tras abandonar el fútbol, continuó sus estudios en Inglaterra y Estados Unidos. Trabajó como enfermera de oncología.

## Reconocimientos
Carmen Arce es protagonista del primer capítulo de la docuserie Campeonas que ganó el premio a la Mejor Película sobre Igualdad en el Deporte en el Festival de Cine Dinamo de 2022.